# Recce
Recce (sprich: rekkie) ist eine umgangssprachliche Kurzform des englischen Wortes reconnaissance und bedeutet eigentlich „militärische Aufklärung“. Der Begriff wird aber auch in der Filmbranche und im Rallyesport verwendet.

## Verwendung des Begriffs

### Militär
Im militärischen Sprachgebrauch wird der Begriff Recce für alle Maßnahmen und Mittel benutzt, die der Aufklärung dienen, z. B. Recce Pod für einen Aufklärungsbehälter.

### Film und Medien
In der Film- und Medienbranche bezeichnet man damit das Auffinden und die Besichtigung einer Örtlichkeit zum Zwecke der Vorbereitung einer Veranstaltung,  für Filmdrehs oder Fotoaufnahmen (neudeutsch Fotoshooting), um sie auf ihre infrastrukturellen Gegebenheiten (z. B. Licht- und Klangverhältnisse oder Stromversorgung) zu untersuchen. 
Der Begriff wird international von Location-Scouts benutzt. Ursprünglich wurde er in der britischen Film- und Medienbranche verwendet, während im Amerikanischen auch der Begriff tech scout existiert (Kurzform von technical scouting).

### Rallyesport
Im Rallyesport ist damit die vor der Veranstaltung stattfindende Erkundung der Streckenführung und das Erstellen des Aufschriebs (umgangssprachlich „Gebetbuch“) gemeint.